# Eymeux
Eymeux ist eine französische Gemeinde im Département Drôme in der Region Auvergne-Rhône-Alpes.

## Geografie
Das Siedlungsgebiet von Eymeux liegt am linken Ufer der Isère, auf 192 Metern über dem Meer. Die Gemeinde liegt fast zehn Kilometer östlich von Romans-sur-Isère und ca. 27 Kilometer nordöstlich von Valence (Angaben in Luftlinie). Auf der gegenüberliegenden Seite des Flusses befindet sich die Siedlung La Baudière, die zur Gemeinde Saint-Lattier im Département Isère gehört.

## Geschichte
Die Gemeinde existiert in ihrer heutigen Form erst seit 1974, als die ehemalige Gemeinde Hostun-et-Eymeux aufgelöst wurde und so Eymeux und Hostun entstanden.

## Bevölkerungsentwicklung
| Jahr                       | 1962 | 1968 | 1975 | 1982 | 1990 | 1999 | 2006 | 2018 |
| Einwohner                  | 440  | 426  | 411  | 475  | 510  | 573  | 843  | 1034 |
| Quellen: Cassini und INSEE |      |      |      |      |      |      |      |      |